# Times Square – Ihr könnt uns alle mal
Times Square – Ihr könnt uns alle mal ist ein amerikanisches Filmdrama aus dem Jahr 1980. Es entstand unter der Regie von Allan Moyle, nach einem Drehbuch Jacob Brackmans und wurde von Robert Stigwood produziert. Die Hauptrollen als zwei Ausreißerinnen in New York City, die eine Punkband gründen, spielen Trini Alvarado und Robin Johnson. Zudem tritt Tim Curry als Radiomoderator auf.
Der Film war kein finanzieller Erfolg, erreichte aber in den Jahren nach der Veröffentlichung Kultstatus, so etwa in der Punkszene, bei den Riot Grrrls und unter Lesben. Der Soundtrack des Films beinhaltet Lieder damals populärer New-Wave- und Punk-Musiker.

## Handlung
Die Teenagerinnen Nicky und Pamela werden in einem New Yorker Krankenhaus auf psychische Erkrankungen hin untersucht. Die freche und vorlaute Nicky lebt auf der Straße und hat Ambitionen, Musikerin zu werden. Die scheue Pamela kommt dagegen aus reichem Elternhaus. Nachdem Nicky entlassen wurde, kehrt sie zurück ins Krankenhaus und flieht zusammen mit Pamela in einem Krankenwagen. Die beiden kommen in einem verlassenen Lagerhaus unter.
Als Pamelas Vater seine Tochter vermisst meldet, wird Nicky der Entführung verdächtigt und die beiden werden polizeilich gesucht. Sie versuchen sich mit Kleinkriminalität über Wasser zu halten, und mit Tätigkeiten wie dem Putzen von Windschutzscheiben. Daneben gründen sie die Punkband The Sleez Sisters. Derweil kontaktiert der Radiomoderator Johnny LaGuardia die beiden Mädchen. Er spielt ihre Lieder am Radio, zudem treten sie live in seinem Sender auf.
Zwischenzeitlich kommt es zum Streit zwischen den zwei Mädchen. Pamela möchte wieder nach Hause zurück, während Nicky so weitermachen möchte wie bisher. Nachdem sie sich wieder versöhnt haben, geben sie ein illegales Konzert auf dem Dach eines Hauses am Times Square, mit begeisterten Mädchen als Zuschauern. Als die Polizei eingreift, springt Nicky vom Dach, wird von ihren Fans aufgefangen und verschwindet. Pamela bleibt alleine zurück.

## Produktion
Allan Moyle entwickelte die Geschichte von Times Square nachdem er laut eigenen Angaben ein Tagebuch eines Mädchens gefunden hatte, in welchem sie ihr Leben auf der Straße beschrieb. Das endgültige Drehbuch wurde von Jacob Brackman verfasst. Ursprünglich hatte Moyle geplant, mit seinem Film den traurigen und gefährlichen Lebensverhältnissen des Mädchens aus dem Buch gerecht zu werden, doch die Produktionsverantwortlichen verhinderten dies und machten das Endprodukt harmloser und weniger anstößig. Nach den Vorstellungen des Musicalfilm-Produzenten Robert Stigwood sollte Times Square eher eine Art Punkversion von Saturday Night Fever werden, und nach einem Disput mit Moyle übernahm er persönlich einen Neuschnitt. So wurden zum Beispiel sämtliche Szenen gestrichen, die eine lesbische Liebesbeziehung zwischen den beiden Protagonistinnen nahelegten. Ebenfalls wurde die Schlussszene mit einem Discolied unterlegt, was in starkem Kontrast stand zur im Film propagierten Untergrundkultur.
Times Square wurde 1979 in der Stadt New York gedreht und kam am 17. Oktober 1980 in die Kinos. Die Hauptdarstellerin Robin Johnson, die in diesem Film als Fünfzehnjährige ihr Debüt gab, unterschrieb einen Exklusivvertrag mit Stigwood, was ihr aber keinen Erfolg bescherte.
Auf dem Soundtrack des Films waren überwiegend Lieder von Rock-, Punk- und New-Wave-Musikern zu hören. Unter den Interpreten waren Patti Smith, Lou Reed, The Ramones, The Cure, XTC, Suzi Quatro, The Pretenders, Gary Numan, Talking Heads, Roxy Music, Desmond Child, Marcy Levy und Robin Gibb. Zudem enthielt er drei Stücke, welche von den Hauptdarstellerinnen im Film gesungen wurden. Der Soundtrack erschien als Doppelalbum auf Stigwoods Label RSO Records.

## Rezeption
Times Square war ein finanzieller Misserfolg und wurde von der Kritik nicht gut aufgenommen. In einer zeitgenössischen Rezension schrieb Filmkritiker Roger Ebert, der Film sei selten mehr als eine gescheiterte gute Idee, wenngleich er manchmal den Anschein erwecke, als befände man sich am Rande von etwas Wundervollem. Es sei ein schlechter Film mit verschwendetem Potenzial. Dagegen hob er die Leinwandpräsenz der beiden Hauptdarstellerinnen positiv hervor sowie das visuelle Gespür des Regisseurs.
Im Laufe der Zeit entwickelte sich Times Square jedoch zu einem „Kult-Klassiker“. Er fand Anklang in subkulturellen Szenen von Punks, Riot Grrrls und unter Lesben, und wurde als feministisches Werk verstanden. So gehört er etwa zu den Lieblingsfilmen der Sängerin Kathleen Hannah von Bikini Kill und Le Tigre, die früher ihren Fans auf Autogrammen empfahl, sich Times Square anzuschauen.